# Либерална партия (Източна Румелия)
Вижте пояснителната страница за други значения на Либерална партия.
Либералната партия, или Казионната партия, е политическа партия в Източна Румелия, съществувала от 1879 г. до Съединението на България през 1885 г. Неин основен опонент е Народната (съединистка) партия. С Либералната партия е свързан вестник „Южна България“.
След Съединението, източнорумелийската Либерална партия се слива с Либералната партия в Княжество България, като след нейното разцепване, повечето източнорумелийски либерални лидери подкрепят Народнолибералната партия на Стефан Стамболов.

## Видни дейци
- Георги Бенев (1843-1909)
- Иван Салабашев (1853-1924)
- Георги Странски (1847-1904)
- Стоян Чомаков (1819-1893)